# Jaromír Plocek
Jaromír Plocek (* 14. prosince 1974 Pardubice) je bývalý český fotbalista, záložník. Jeho otec Jaroslav Plocek byl ligový fotbalista Spartaku Hradec Králové.

## Fotbalová kariéra
Začínal v rodných Pardubicích. Dále hrál za FC Viktoria Plzeň, AFK Atlantic Lázně Bohdaneč, FK Viktoria Žižkov, SK Dynamo České Budějovice, MŠK Žilina, SC Sparkasse Zwettl a hráčskou kariéru končil v SV Waidhofen/Thaya. V nejvyšší české lize nastoupil v 248 utkáních a dal 4 góly. Za reprezentaci do 21 let nastoupil ve 2 utkáních.